# Fever Crumb-serie
Fever Crumb-serie (Engelse titel: Fever Crumb Series) is een sciencefiction-boekenreeks van de Britse auteur Philip Reeve, bedoeld voor jongvolwassenen. 

## Verhaal
Enkele duizenden jaren in de toekomst. Na de zestigminutenoorlog (een nucleaire oorlog) is het landschap dor en droog geworden en de mensheid heeft zichzelf bijna volledig uitgeroeid.

## Boeken
- Fever Crumb (2001)
- A Web of Air (2003)
- Scrivener's Moon (2005)